# Okan Yalabik
Okan Yalabık (Istanbul, 13 dicembre 1978) è un attore turco.

## Biografia
Okan Yalabık è nato nel 1978 a Istanbul, secondo figlio della sua famiglia originaria di Balıkesir. Ha frequentato la Maçka Primary School e in giovane età ha mostrato vivo interesse per la recitazione. Secondo una sua intervista, è stato suo fratello, Ozan, a portare a casa una cassetta del film di Ferhan Şensoy Ferhangi Şeyler e Okan decise di memorizzarne ogni riga, determinato a diventare un attore. In seguito ha frequentato la Şişli Terakki High School e successivamente la Sakıp Sabancı Anadolu High School e nel 1993, invitando Cengiz Deveci, ha contribuito alla creazione del Dipartimento teatrale della Sakıp Sabancı Anadolu High School. Yalabık, che ha recitato in vari ruoli in molti gruppi amatoriali, si è infine iscritto al Conservatorio statale dell'Università di Istanbul nel 1997 studiando recitazione. Ha avuto il suo primo ruolo nel 1998 interpretando il personaggio di Martı in un'opera teatrale al Kenter Theatre. Successivamente ha interpretato diversi personaggi in altre opere teatrali: Nükte, Sırça Kümes, İnishmorelu Yüzbaşı. Nel 2006, è apparso nella clip di Orhan Hakalmaz Şu Kışlanın Kapısına, e nel 2007, insieme a Sezin Akbaşoğulları, è comparso nello spot della Robert Bosch GmbH per la Turchia. Ha recitato in film come Gülüm eKolay Para ed è stato scritturato nella serie TV Yılan Hikâyesi, Serseri e Hatırla Sevgili. Nel 2010, per il ruolo di Hasan nel film di Yavuz Turgul Av Mevsimi, ha vinto il premio per "Miglior attore non protagonista" alla 4ª edizione dello Yeşilçam Awards. Nello stesso anno ha preso parte al Kadir Has University Film and Drama Graduate Program. 
Nel 2011, ha interpretato Pargalı İbrahim Pasha nella celebre serie TV storica Muhteşem Yüzyıl apparendo in 82 episodi, continuando poi come doppiatore del suo personaggio negli episodi successivi. 
Nel 2015, è stato scritturato in Analar ve Anneler di atv diretto da Mehmet Ada Öztekin, facendo parte del cast principale insieme a Sinem Kobal, Hazar Ergüçlü e Binnur Kaya. Ma, a causa dei bassi ascolti, la serie si è conclusa dopo 9 episodi. 
Nel 2016, è stato scelto per un film sul tema delle guerre balcaniche intitolato Annemin Yarası, diretto da Ozan Açıktan. Nello stesso anno ha doppiato i personaggi di Adnan e Çizer nel film d'animazione Kötü Kedi Şerafettin tratto dal romanzo di Bülent Üstün
Ha anche continuato la sua carriera teatrale apparendo nella commedia I 39 passi.
Nel marzo 2018 è salito alla ribalta nella scena internazionale venendo scelto per recitare in The Protector, la prima serie turca originale Netflix, coprodotta con O3 Medya.

## Filmografia parziale

### Cinema
- Clair Obscure, regia di Yesim Ustaoglu (2016)
- Cici, regia di Berkun Oya (2022)
- Blue Cave (Mavi Mağara), regia di Altan Dönmez (2024)

### Televisione
- Il secolo magnifico - serie TV, (2011- 2014)
- Innocent - serie TV, (2017)

- The Protector - serie TV, (2018-2020)